# Pacarana
De pacarana (Dinomys branickii), soms gespeld als pakarana, is een groot knaagdier uit Zuid-Amerika. Het is een zeldzaam dier en de enige nog levende soort uit de familie Dinomyidae. De pacarana lijkt enigszins op de niet-verwante grote paca, waarvan het ook de naam ontleent: "pacarana" betekent "valse paca" in de taal van bepaalde Zuid-Amerikaanse Indianen.

## Kenmerken
De pacarana is 73-80 cm lang (kop-romp) met een staart van 20 cm. Het gewicht bedraagt ongeveer 15 kg. Opvallend aan de pacarana zijn de gevlekte vacht en de lange staart.

## Leefwijze
Het is een nachtdier dat zich voedt met plantaardig materiaal zoals bladeren.

## Verspreiding en leefgebied
De pacarana leeft in de bergbossen van de Andes van Colombia, Venezuela, Peru, Ecuador en West-Bolivia.